# Беларусьрезинотехника
ОАО «Беларусьрезинотехника» (Бобруйский завод резинотехнических изделий; бел. ААТ «Беларусьгуматэхніка») — белорусская компания по производству резинотехнических изделий, расположенная в Бобруйске (Могилёвская область).

## История

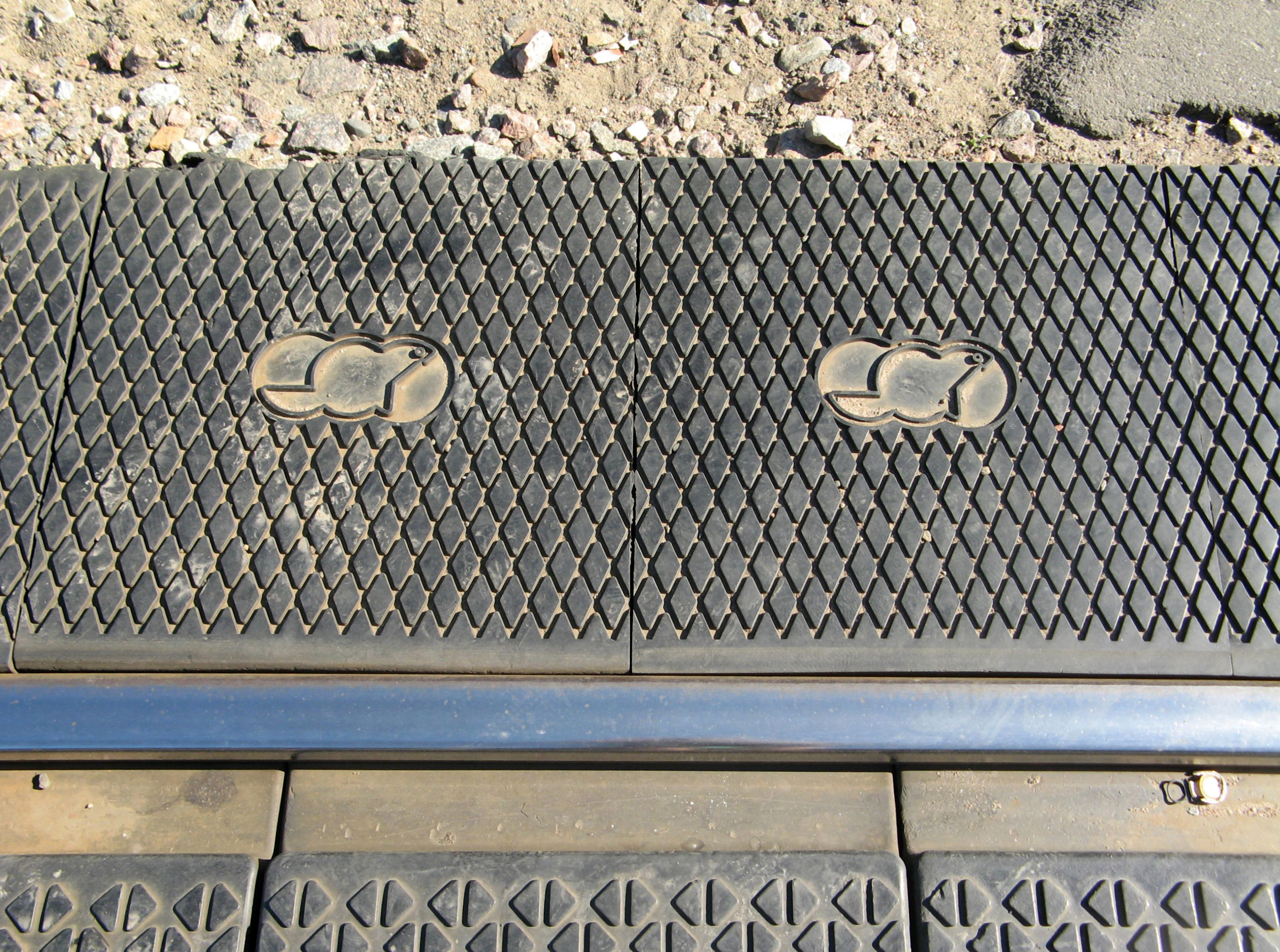
Товарный знак предприятия на покрытии железнодорожного переезда в Санкт-Петербурге

В 1952 году (по другой информации, в 1950 году) в Бобруйске был основан завод натурального каучука. Сырьём для завода первоначально служили посевы кок-сагыза, который пытались акклиматизировать и культивировать в Белорусской ССР. В 1953—1957 годах завод был переоборудован в регенератный. В декабре 1958 года (по другой информации, в 1959 году) был преобразован в завод резинотехнических изделий, в этот период подчинялся СНХ БССР. В 1959—1965, 1970 и 1977 годах завод реконструировался и расширялся. В 1976 года завод стал головным предприятием существовавшего с 1971 года Белорусского производственного объединения «Беларусьрезинотехника», которому в 1977 году присвоено имя «60-летия Великого Октября». Некоторое время завод был одним из градообразующих предприятий Бобруйска, на нём было занято до 5 тысяч человек. В 1990 году ПО «Беларусьрезинотехника» преобразовано в арендное предприятие, в 1992 году — в народное предприятие, в 1994 году — в акционерное общество, в 2000 году — в открытое акционерное общество.
В 2005 году завод выпускал изделия из полиуретана, формовые резинотехнические изделия, резинотканевую ленту, приводные зубчатые ремни, настилы для железнодорожных переездов, резиновые шланги, рукава, коврики и другую продукцию.

## Современное состояние
В 2016 году на предприятии работало 989 человек, было произведено резинотехнических изделий на 14,3 млн руб. (ок. 6,5 млн долларов), общая выручка составила 14,7 млн руб. В 2014, 2015 и 2016 годах предприятие заканчивало год с чистым убытком (в 2016 году — 1,6 млн руб.) при отрицательной рентабельности реализованной продукции (-6% в 2016 году). В 2016 году 61,5% продукции был реализован на внутреннем рынке, 38,5% экспортировалось в Россию, Казахстан, Украину, Узбекистан. Компания оценивают свою долю на рынке резинотехнических изделий Республики Беларусь в 70%.
В 2018 году собрание акционеров рекомендовало начать процедуру добровольного банкротства компании. 31 января 2019 года ходатайство было удовлетворено, началась санация предприятия. В декабре 2020 года экономический суд Могилёвской области продлил срок санации до 18 декабря 2021 года. В настоящее время санация продлена до 18 декабря 2026.
В июне 2024 года «Беларусьрезинотехника», её исполнительный директор Олег Шпаков и коммерческий директор Дмитрий Манько попали под санкции США в связи с войной России в Украине.